# Borculo
Borculo (niederdeutsch Borklo, ältere Schreibweisen: „Borkelo“ und „Borkulo“) ist eine niederländische Stadt im Achterhoek in der Provinz Gelderland. Die Stadt an der Berkel verdankt ihren Namen der Herrschaft und dem Kasteel Borculo.
Borculo war bis zum 1. Januar 2005 selbständige Gemeinde, als sie zusammen mit Eibergen, Ruurlo und Neede zur heutigen Gemeinde Berkelland zusammengeschlossen wurde.

## Geschichte
Im 12. Jahrhundert wurden die Herren von Borculo das erste Mal schriftlich erwähnt. Um diese Zeit entstand auch das Kasteel Borculo mitsamt Siedlung. 1375 bekam Borculo Stadtrechte. Bis 1616 gehörte Borculo zum Bistum Münster und war katholisch. Danach wurde die Reformation eingeführt.

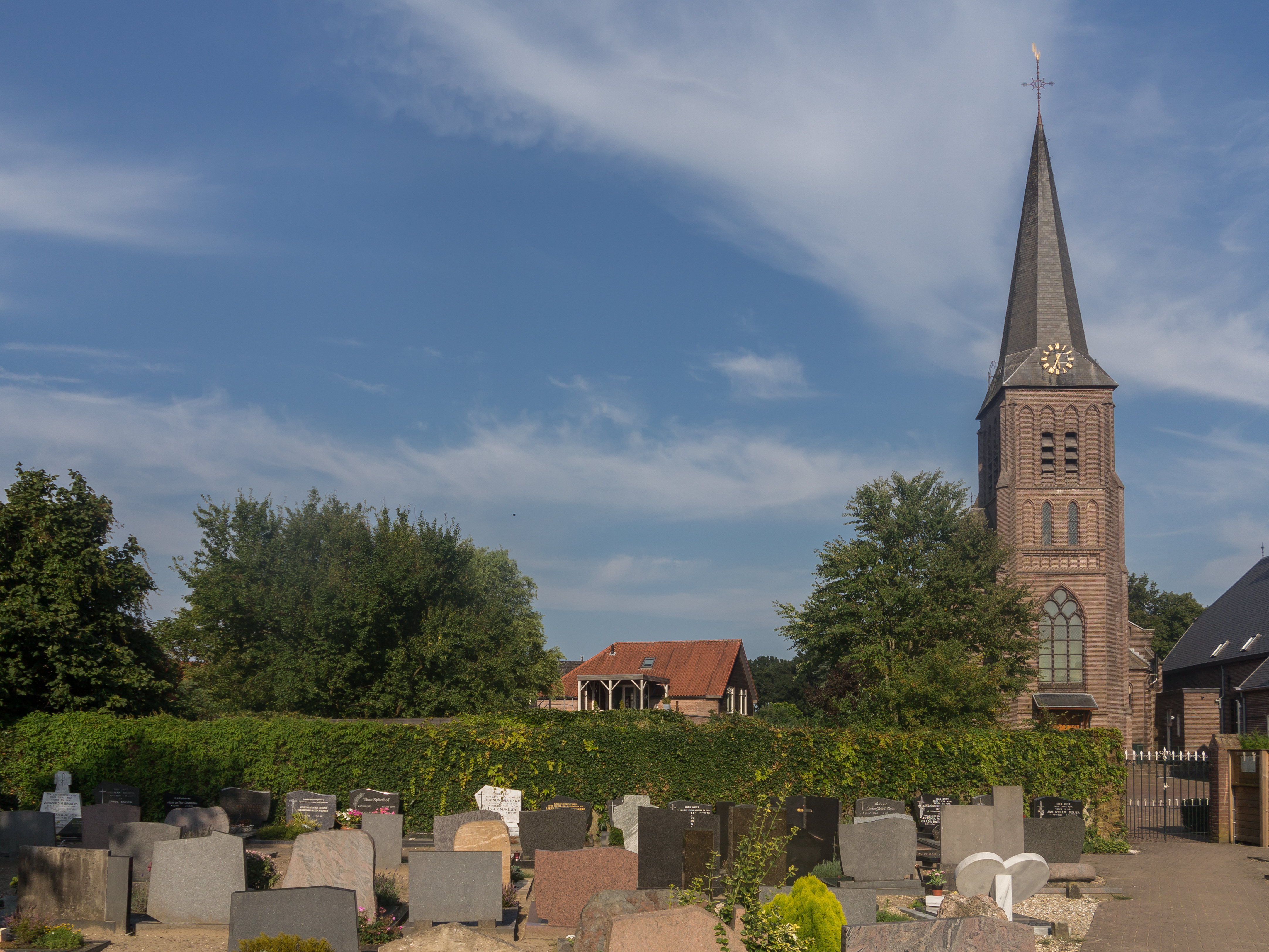
Kirche: de Onze Lieve Vrouw Tenhemelopnemingkerk
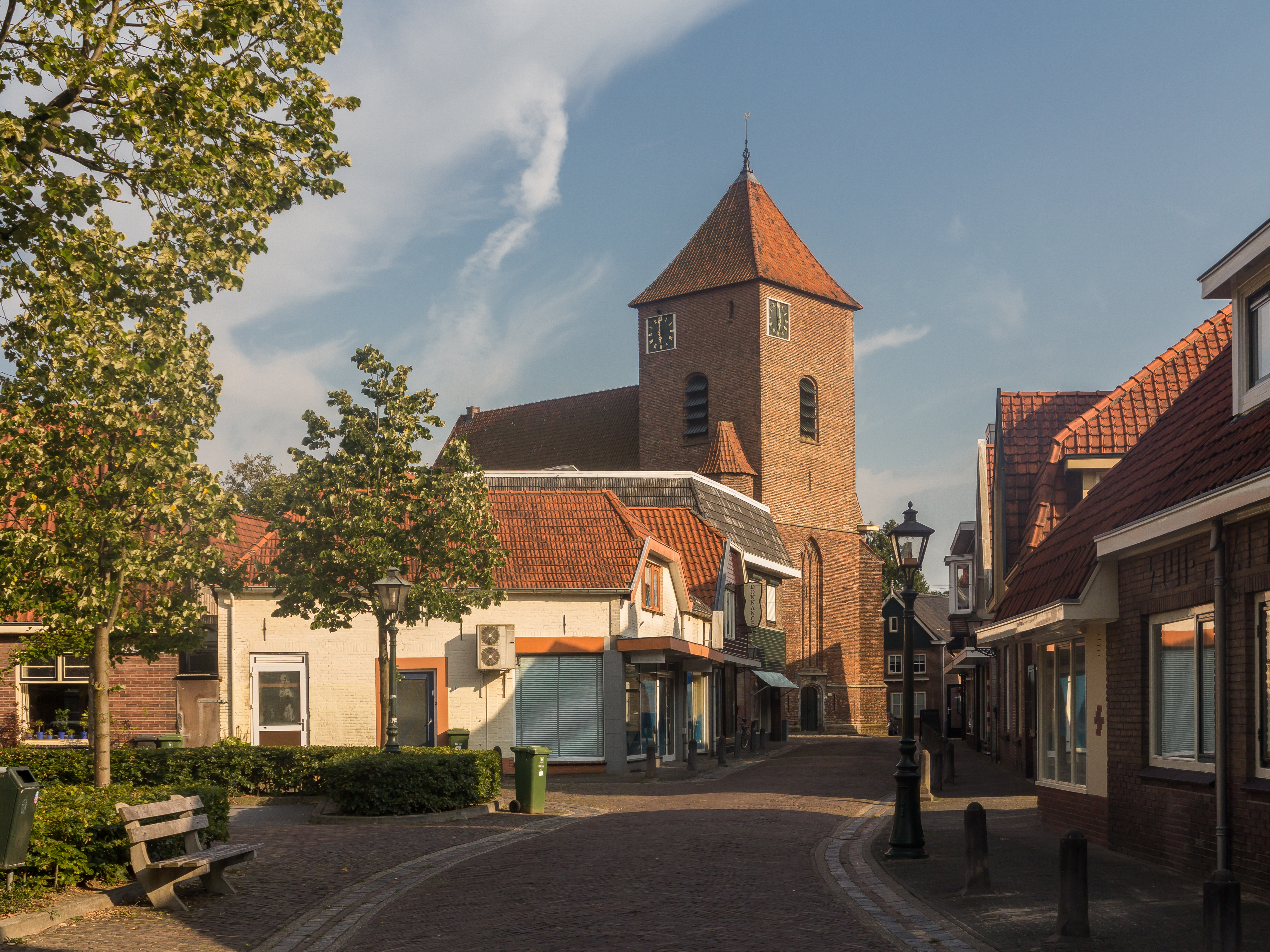
Kirche: de Joriskerk
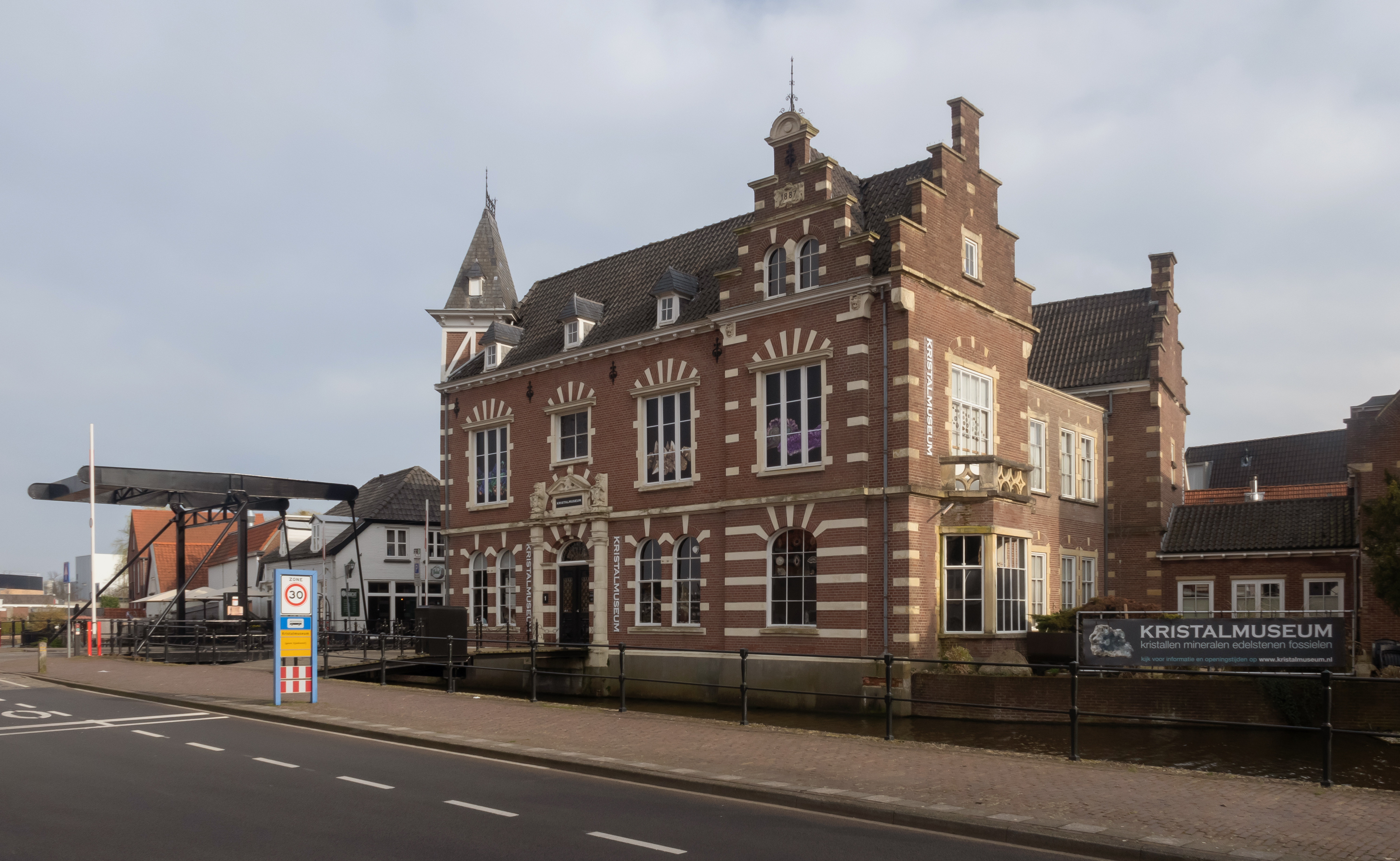
Museum: het Kristalmuseum
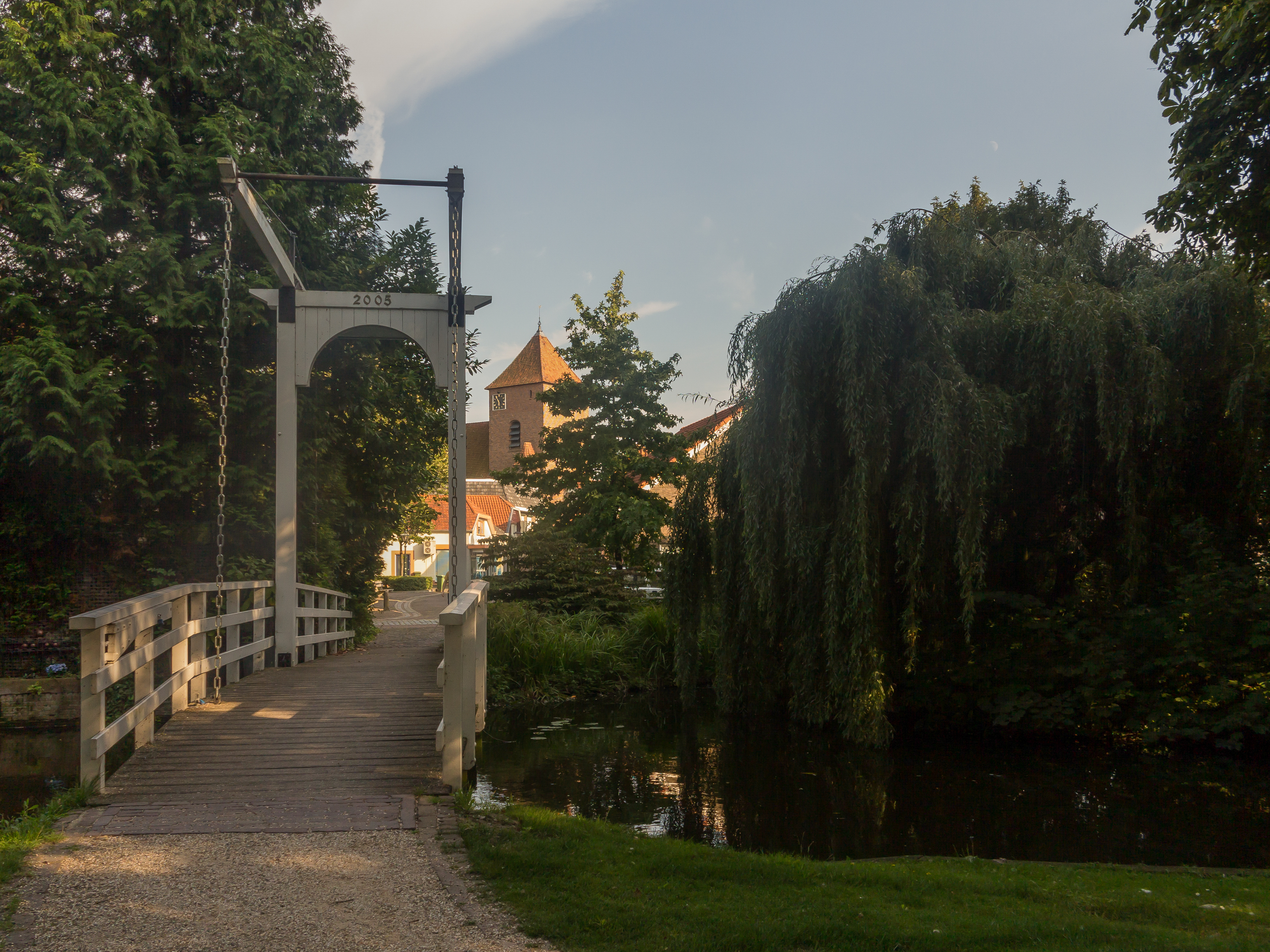
Zugbrücke bei der Burg. Bloemersstraat

## Politik

### Sitzverteilung im Gemeinderat
Bis zur Auflösung der Gemeinde ergab sich seit 1990 folgende Sitzverteilung:
| Partei                 | Sitze | Sitze | Sitze | Sitze |
| Partei                 | 1990  | 1994  | 1998  | 2002  |
| ---------------------- | ----- | ----- | ----- | ----- |
| VVD                    | 4     | 4     | 5     | 5     |
| PvdA                   | 5     | 4     | 5     | 4     |
| CDA                    | 4     | 3     | 3     | 3     |
| Gemeentebelang Borculo | 2     | 3     | 2     | 3     |
| D66                    | —     | 1     | —     | —     |
| Gesamt                 | 15    | 15    | 15    | 15    |

## Persönlichkeiten
- Rob Dieperink (* 1988), Fußballschiedsrichter